# Henri de Lubac
Henri-Marie Joseph Sonier de Lubac, S.J. (* 20 de febrero de 1896 en Cambrai - 4 de septiembre de 1991 en París) Cardenal jesuita francés, fue uno de los teólogos más influyentes del siglo XX. También influyó en la teología del Concilio Vaticano II.

## Biografía
Nació en Cambrai, Francia, en 1896.  
Ingresó a la Compañía de Jesús a los 17 años de edad.  
Estudió filosofía en Inglaterra y luego en Francia. Tuvo que enrolarse en el Ejército durante la Primera Guerra Mundial, donde fue herido de gravedad y recibió heridas que le causaron problemas de salud durante el resto de su vida. 

### Sacerdocio
Desde 1929, enseñó teología fundamental e historia de las religiones en la Facultad de Teología de la Universidad de Lyon-Fourviere, de su orden. Fue arrestado varias veces durante la ocupación alemana de Francia.
En 1950 fue suspendido de la enseñanza por la Santa Sede a través de sus superiores religiosos, aunque no se le dio una razón que motivara este castigo. Durante ese período turbulento, sus publicaciones habían sido consideradas parte de una teología (llamada Nouvelle Théologie) ásperamente atacada en algunos ambientes de la curia romana. Sin embargo, esta exclusión –que duró diez años– no disminuyó ni la labor de investigación ni el amor de Lubac por la Iglesia. En estos años, y durante toda su vida, estuvo acompañado por la amistad y la compañía de otros teólogos de la época (Jean Daniélou, Jean Mouroux, Yves Congar, etc.)
Con la llegada al pontificado de Juan XXIII, la desconfianza hacia de Lubac disminuyó y le fue levantada la suspensión. Asimismo, fue llamado a participar en el Concilio Vaticano II, como perito. En el período postconciliar recibió también variadas muestras de apoyo por parte de Pablo VI, y Juan Pablo II lo creó cardenal en 1983.

### Fallecimiento
Murió en 1991 a los 95 años. Era el cardenal de mayor edad; su cuerpo fue enterrado en el cementerio parisino de Vaugirard. En 2023 se elevó la petición para declararlo Siervo de Dios.

## Teología
Aunque los textos escritos por de Lubac son amplios y abarcan casi todos los ámbitos de la teología y la relación de ésta con las demás ciencias (filosofía, historia, etc.), él mismo resumió su labor en intentar poner en manos de los cristianos la riqueza de la tradición teológica de manera que la renovación tan requerida por el Concilio Vaticano II se haga por un retorno a las fuentes. 
Así se dedicó a retomar aspectos de teología de la historia que habían sido abandonados por las tendencias más escolásticas de la reflexión preconciliar. También, y de la mano de los textos de Tomás de Aquino, ha subrayado la vocación sobrenatural del hombre en la que la gracia de la visión de Dios se trata como el fin natural del hombre. Así logró hacer una síntesis de la teología agustiniana con la del Aquinate.[cita requerida]
Dedicó estudios de divulgación y profundización de autores contestados o poco tomados en cuenta como Teilhard de Chardin, Joaquín de Fiore, Blondel, Jansenio y Orígenes.

## Ediciones en español
- Lubac, Henri de (2024). Teologías de ocasión. Biblioteca de Autores Cristianos y Fundación Maior. ISBN 978-84-2202-320-3.
- Lubac, Henri de (2022). Por los caminos de Dios. Encuentro. ISBN 978-84-7490-308-9.
- Lubac, Henri de (2014). La Escritura en la Tradición. Biblioteca de Autores Cristianos y Fundación Maior. ISBN 978-84-2201-774-5.
- Lubac, Henri de (2014). Pequeña catequesis sobre naturaleza y gracia. Fundación Maior. ISBN 978-84-9367-778-7.
- Lubac, Henri de (2012). La fe cristiana. Ensayo sobre la estructura del Símbolo de los Apóstoles (2ª edición). Secretariado Trinitario. ISBN 978-84-9648-850-2.
- Lubac, Henri de (2011). El drama del humanismo ateo (4ª edición). Encuentro. ISBN 978-84-7490-923-4.
- Lubac, Henri de (2011). Meditación sobre la Iglesia. Encuentro. ISBN 978-84-7490-904-3.
- Lubac, Henri de (2006). Budismo y cristianismo. Sígueme. ISBN 978-84-3011-600-3.
- Lubac, Henri de (2000). Memoria en torno a mis escritos. Encuentro. ISBN 84-7490-601-6.
- Lubac, Henri de. Catolicismo: Aspectos sociales del dogma. Encuentro. ISBN 84-7490-188-X.
- Lubac, Henri de. El misterio de lo sobrenatural. Encuentro. ISBN 84-7490-266-5.
- Lubac, Henri de. La posteridad espiritual de Joaquín de Fiore. I. De Joaquín a Schelling. Encuentro. ISBN 978-84-9920-089-7.
- Lubac, Henri de. La posteridad espiritual de Joaquín de Fiore. II. De Saint Simon a nuestros días. Encuentro. ISBN 978-84-9920-090-3.